# Hilbesheim
Ne doit pas être confondu avec Hillesheim.
Hilbesheim [ilbəsaim] est une commune française située dans le département de la Moselle, en région Grand Est.
Cette commune se trouve dans la région historique de Lorraine et fait partie du pays de Sarrebourg.

## Géographie
Le territoire de la commune est limitrophe de ceux de six communes :
| Gœrlingen   | Rauwiller  | Schalbach     |
| Sarraltroff | Hilbesheim | Vieux-Lixheim |
|             | Réding     |               |

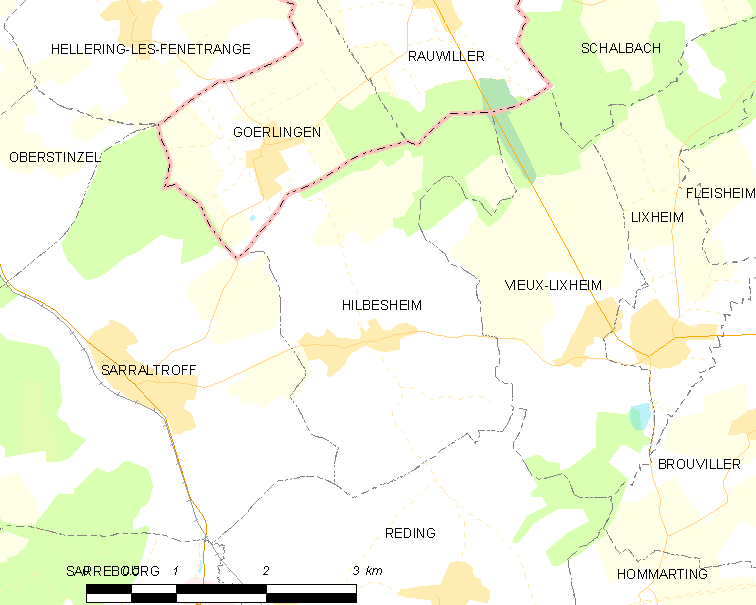
Carte de la commune
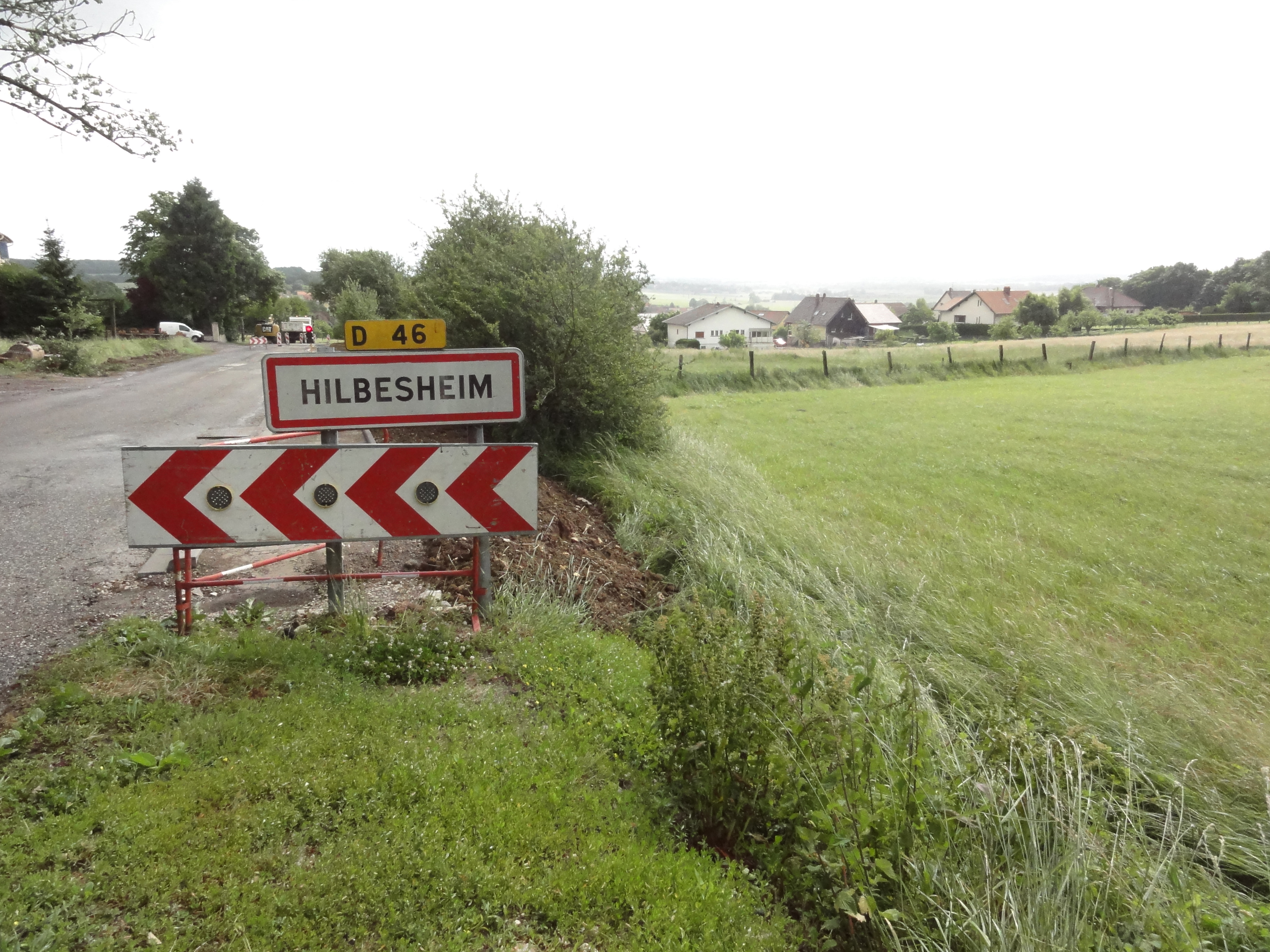
Entrée de l'agglomération
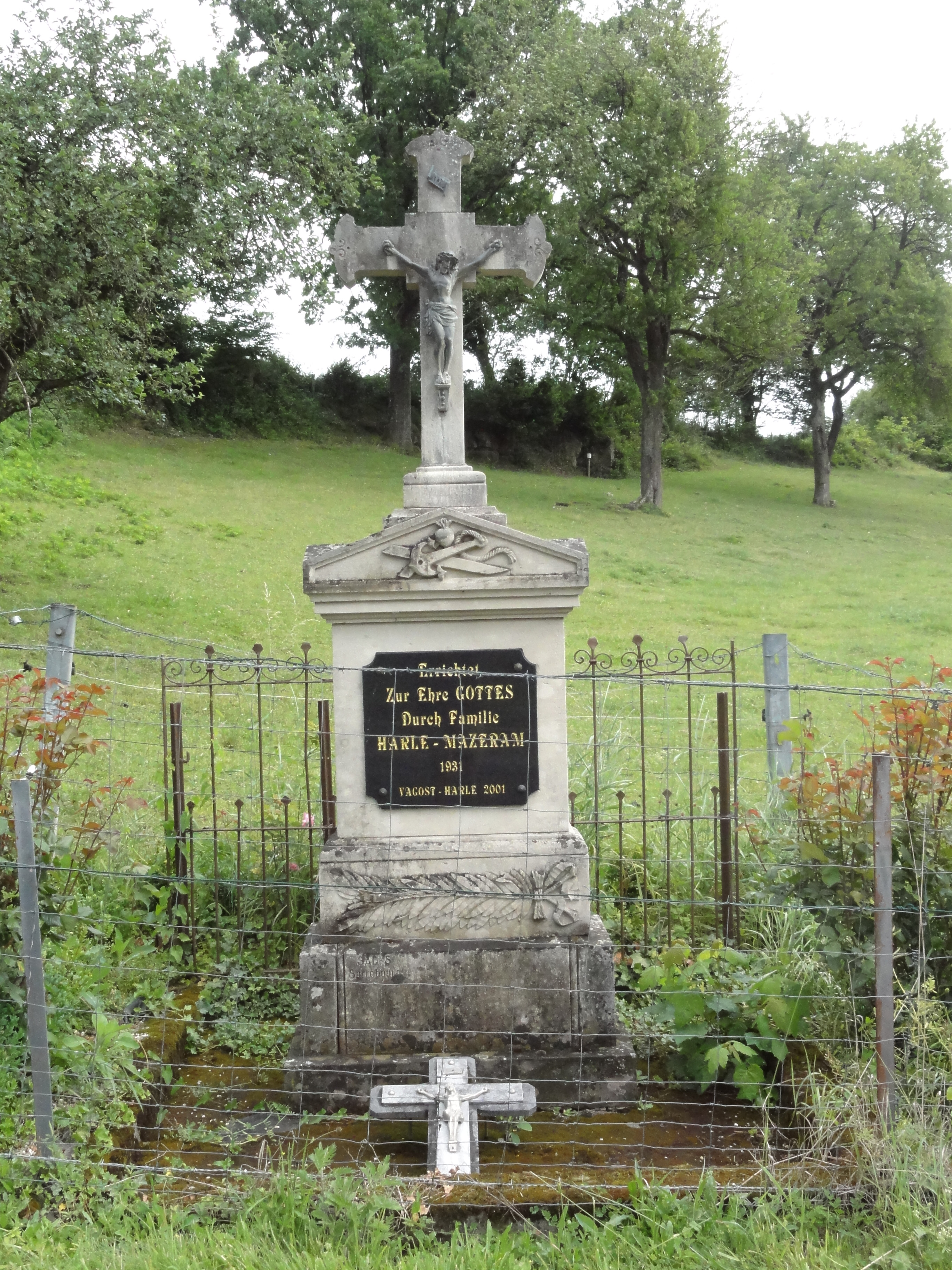
Croix de chemin

### Hydrographie
La commune est située dans le bassin versant du Rhin au sein du bassin Rhin-Meuse. Elle est drainée par le ruisseau le Bruchbach et l'ancien canal du Moulin.
Le Bruchbach, d'une longueur totale de 19,3 km, prend sa source dans la commune de Bourscheid et se jette dans l'Isch à Baerendorf en limite avec Kirrberg, après avoir traversé dix communes.

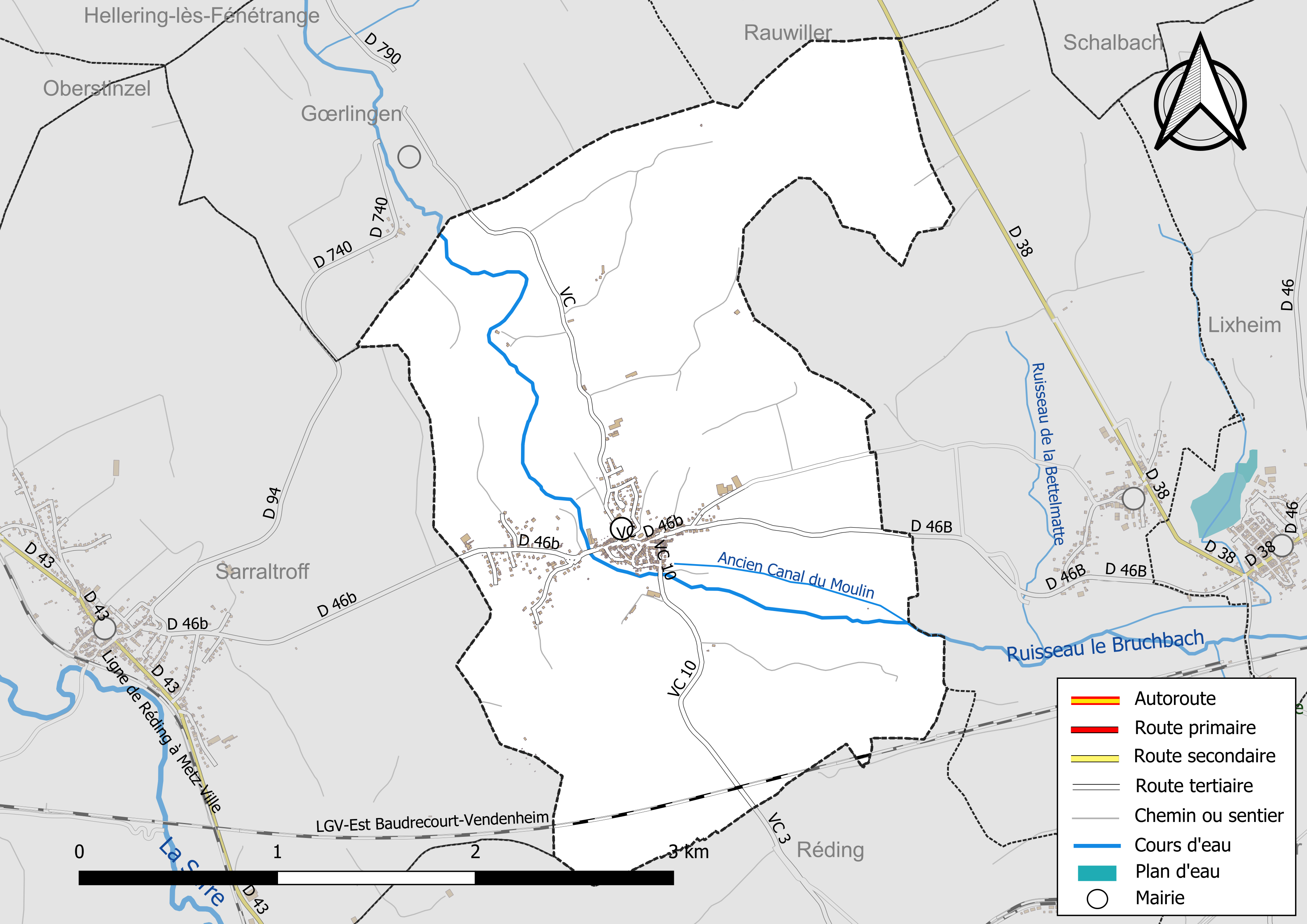
Réseaux hydrographique et routier d'Hilbesheim.

La qualité des eaux des principaux cours d’eau de la commune, notamment du ruisseau le Bruchbach, peut être consultée sur un site spécial géré par les agences de l’eau et l’Agence française pour la biodiversité.

### Climat
Pour des articles plus généraux, voir Climat du Grand Est et Climat de la Moselle.
En 2010, le climat de la commune est de type climat des marges montargnardes, selon une étude du Centre national de la recherche scientifique s'appuyant sur une série de données couvrant la période 1971-2000. En 2020, Météo-France publie une typologie des climats de la France métropolitaine dans laquelle la commune est exposée à un climat semi-continental et est dans la région climatique  Vosges, caractérisée par une pluviométrie très élevée (1 500 à 2 000 mm/an) en toutes saisons et un hiver rude (moins de 1 °C). 
Pour la période 1971-2000, la température annuelle moyenne est de 9,9 °C, avec une amplitude thermique annuelle de 17,2 °C. Le cumul annuel moyen de précipitations est de 947 mm, avec 12,2 jours de précipitations en janvier et 10 jours en juillet. Pour la période 1991-2020, la température moyenne annuelle observée sur la station météorologique de Météo-France la plus proche, « Nitting_sapc », sur la commune de Nitting à 13 km à vol d'oiseau, est de 10,4 °C et le cumul annuel moyen de précipitations est de 993,7 mm. 
La température maximale relevée sur cette station est de 37,9 °C, atteinte le 25 juillet 2019 ; la température minimale est de −19,4 °C, atteinte le 26 décembre 2010,,. 
Les paramètres climatiques de la commune ont été estimés pour le milieu du siècle (2041-2070) selon différents scénarios d'émission de gaz à effet de serre à partir des nouvelles projections climatiques de référence DRIAS-2020. Ils sont consultables sur un site spécial publié par Météo-France en novembre 2022.

## Urbanisme

### Typologie
Au 1er janvier 2024, Hilbesheim est catégorisée commune rurale à habitat dispersé, selon la nouvelle grille communale de densité à sept niveaux définie par l'Insee en 2022.
Elle est située hors unité urbaine. Par ailleurs la commune fait partie de l'aire d'attraction de Sarrebourg, dont elle est une commune de la couronne,. Cette aire, qui regroupe 87 communes, est catégorisée dans les aires de 50 000 à moins de 200 000 habitants,.

### Occupation des sols
L'occupation des sols de la commune, telle qu'elle ressort de la base de données européenne d’occupation biophysique des sols Corine Land Cover (CLC), est marquée par l'importance des territoires agricoles (80 % en 2018), en diminution par rapport à 1990 (84,7 %). La répartition détaillée en 2018 est la suivante :
prairies (40,1 %), zones agricoles hétérogènes (26,2 %), terres arables (13,7 %), forêts (11,1 %), zones urbanisées (5,6 %), mines, décharges et chantiers (3,3 %). L'évolution de l’occupation des sols de la commune et de ses infrastructures peut être observée sur les différentes représentations cartographiques du territoire : la carte de Cassini (XVIIIe siècle), la carte d'état-major (1820-1866) et les cartes ou photos aériennes de l'IGN pour la période actuelle (1950 à aujourd'hui).

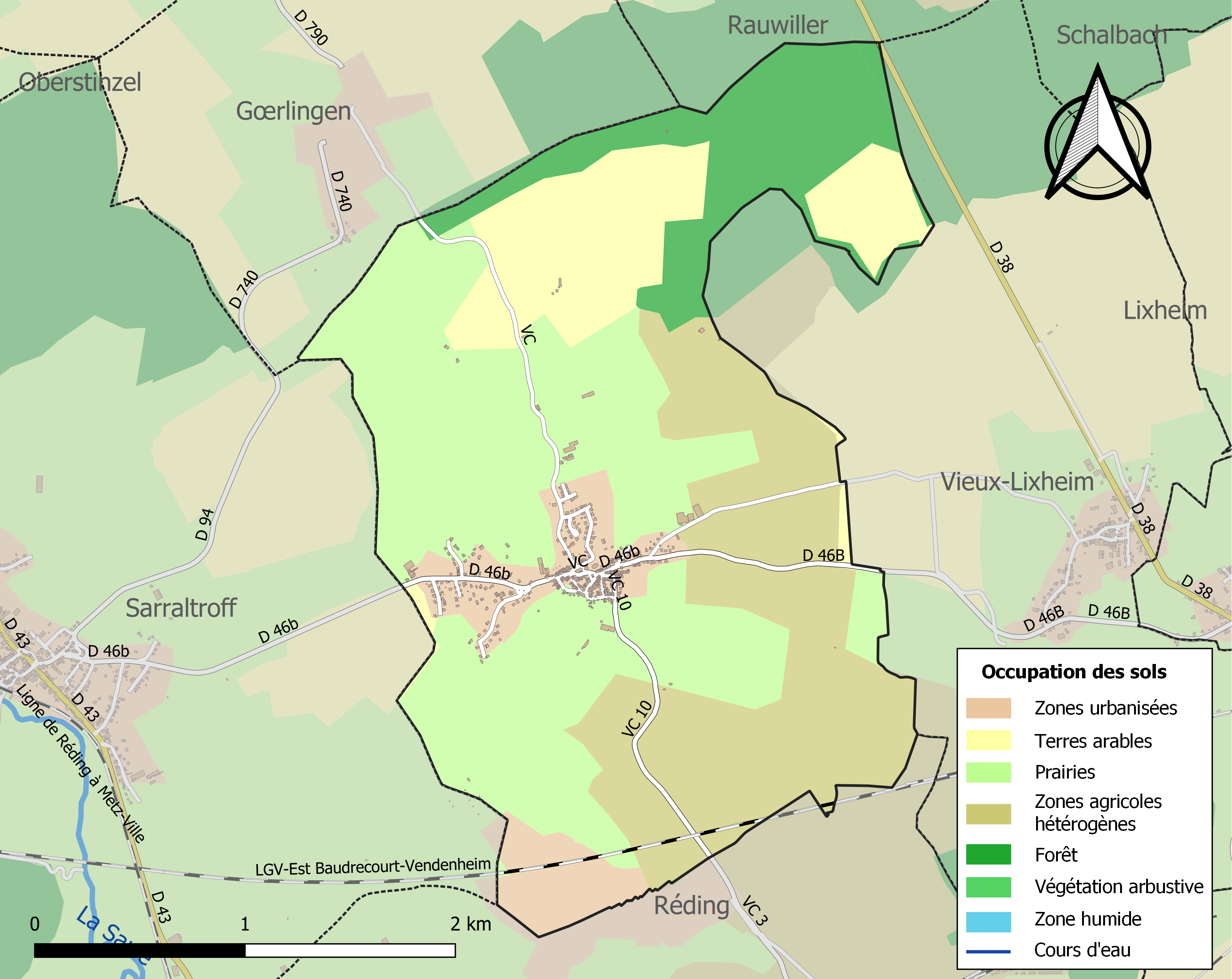
Carte des infrastructures et de l'occupation des sols de la commune en 2018 (CLC).

## Toponymie
D'un nom de personne Germanique Hildebald suivi de -heim (foyer).
Cilbociaga marca en 713, Hilbodiaga en 763, Hilbodingen au Xe siècle, Helbycheim en 1241, Hilbotesheim en 1280, Hilbetzheim et Hilbetzbeim au XVe siècle, Hilschum en 1692, Helbischem en 1704, Hilbischeim en 1779. 
Hilshum en francique rhénan.
Sobriquet : eierlejer (pondeurs d'œufs).

## Histoire
- Relevait de l'ancienne province de Lorraine, seigneurie de Fénétrange.
- Le moulin de Erling (alias Ehrling[15], Erlingen au XVe siècle), est le reste d'un ancien village détruit au XVIIe siècle[16].

## Politique et administration

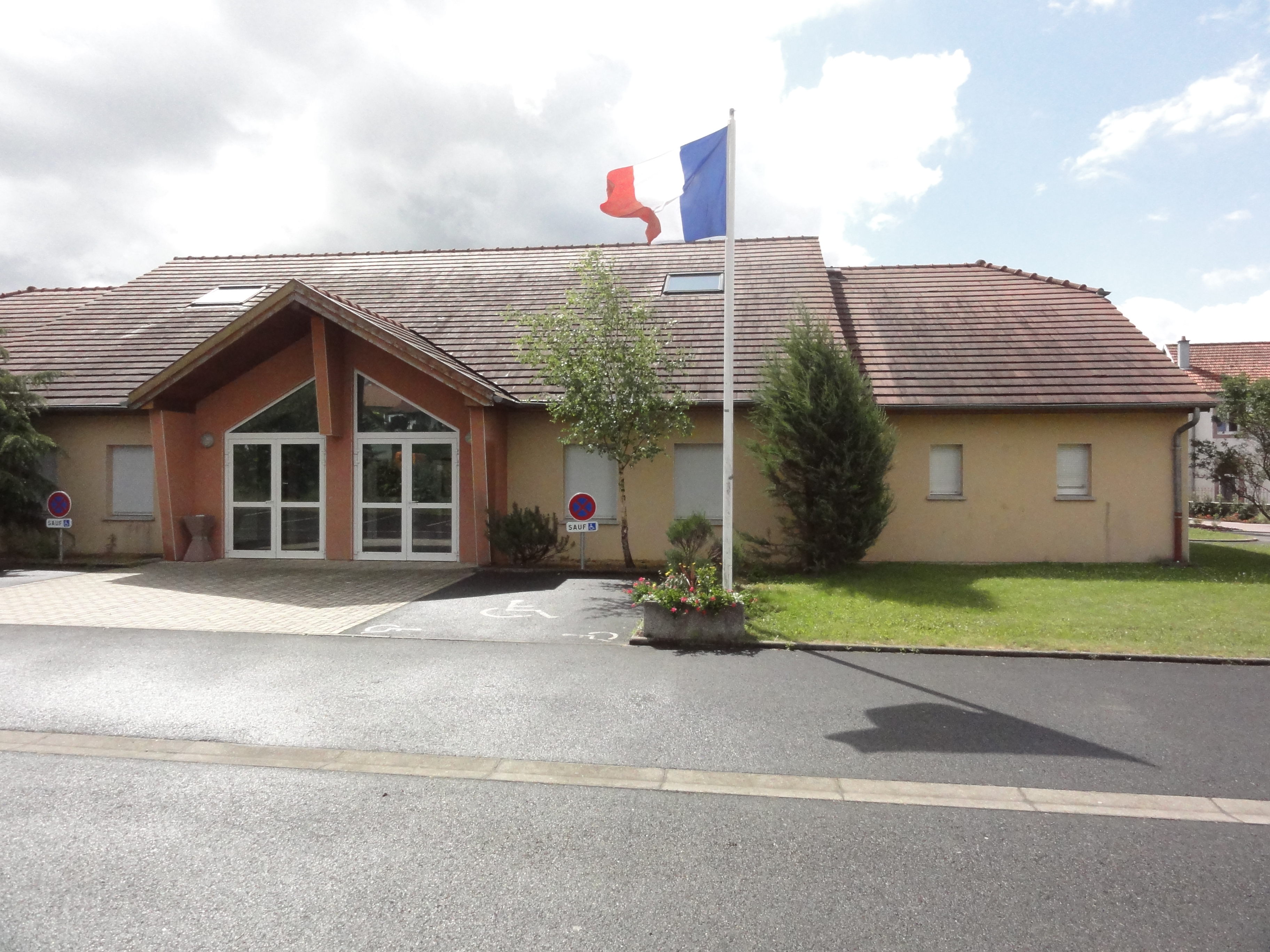
Salle communale

| Période                                  | Période | Identité           | Étiquette | Qualité |
| ---------------------------------------- | ------- | ------------------ | --------- | ------- |
| Les données manquantes sont à compléter. |         |                    |           |         |
| 1977                                     | 2014    | Marcel Kalk        |           |         |
| 2014                                     |         | Jean Marc Mazerand |           |         |

## Démographie
L'évolution du nombre d'habitants est connue à travers les recensements de la population effectués dans la commune depuis 1793. Pour les communes de moins de 10 000 habitants, une enquête de recensement portant sur toute la population est réalisée tous les cinq ans, les populations de référence des années intermédiaires étant quant à elles estimées par interpolation ou extrapolation. Pour la commune, le premier recensement exhaustif entrant dans le cadre du nouveau dispositif a été réalisé en 2008.

En 2022, la commune comptait 615 habitants, en évolution de +0,65 % par rapport à 2016 (Moselle : +0,52 %, France hors Mayotte : +2,11 %).
| 1793 | 1800 | 1806 | 1821 | 1831 | 1836 | 1841 | 1846 | 1851 |
| ---- | ---- | ---- | ---- | ---- | ---- | ---- | ---- | ---- |
| 425  | 455  | 435  | 480  | 545  | 568  | 589  | 596  | 574  |

| 1856 | 1861 | 1871 | 1875 | 1880 | 1885 | 1890 | 1895 | 1900 |
| ---- | ---- | ---- | ---- | ---- | ---- | ---- | ---- | ---- |
| 506  | 501  | 533  | 499  | 475  | 462  | 462  | 486  | 460  |

| 1905 | 1910 | 1921 | 1926 | 1931 | 1936 | 1946 | 1954 | 1962 |
| ---- | ---- | ---- | ---- | ---- | ---- | ---- | ---- | ---- |
| 467  | 452  | 431  | 419  | 393  | 420  | 437  | 413  | 428  |

| 1968 | 1975 | 1982 | 1990 | 1999 | 2006 | 2008 | 2013 | 2018 |
| ---- | ---- | ---- | ---- | ---- | ---- | ---- | ---- | ---- |
| 432  | 473  | 469  | 472  | 515  | 589  | 611  | 611  | 602  |

| 2022 | - | - | - | - | - | - | - | - |
| ---- | - | - | - | - | - | - | - | - |
| 615  | - | - | - | - | - | - | - | - |

## Culture locale et patrimoine

### Lieux et monuments

#### Édifices civils
- Vestiges gallo-romains : poteries, monnaies.
- Sépulture mérovingienne.
- Château de Hilbesheim[réf. nécessaire].

#### Édifices religieux
- Église Saint-Brice de 1764 : clocher roman rond XIIe siècle ; mobilier XVIIIe siècle
- Chapelle Sainte-Anne.
- Monument aux morts avec statue de la Vierge et l'Enfant

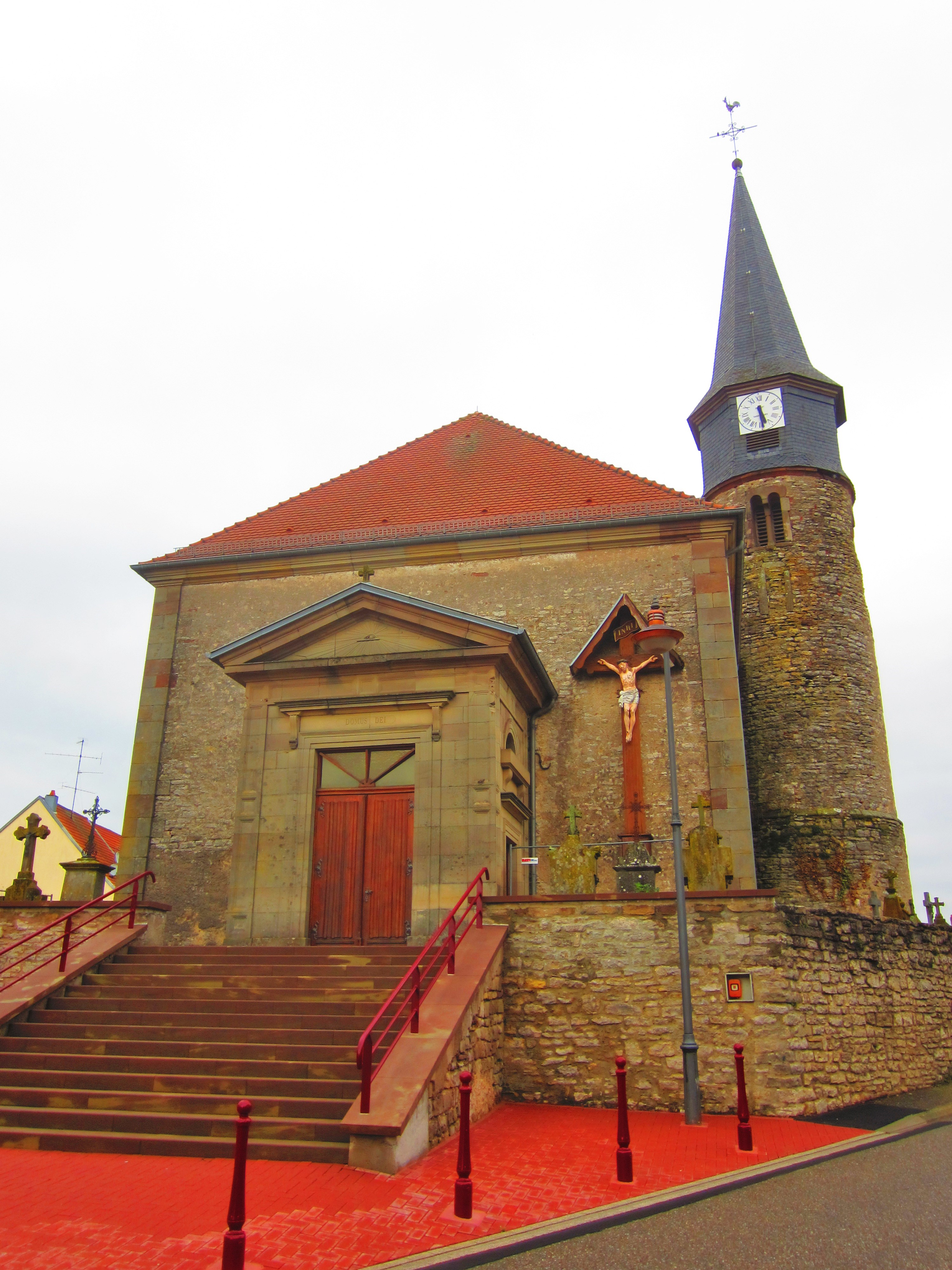
Église Saint-Brice.
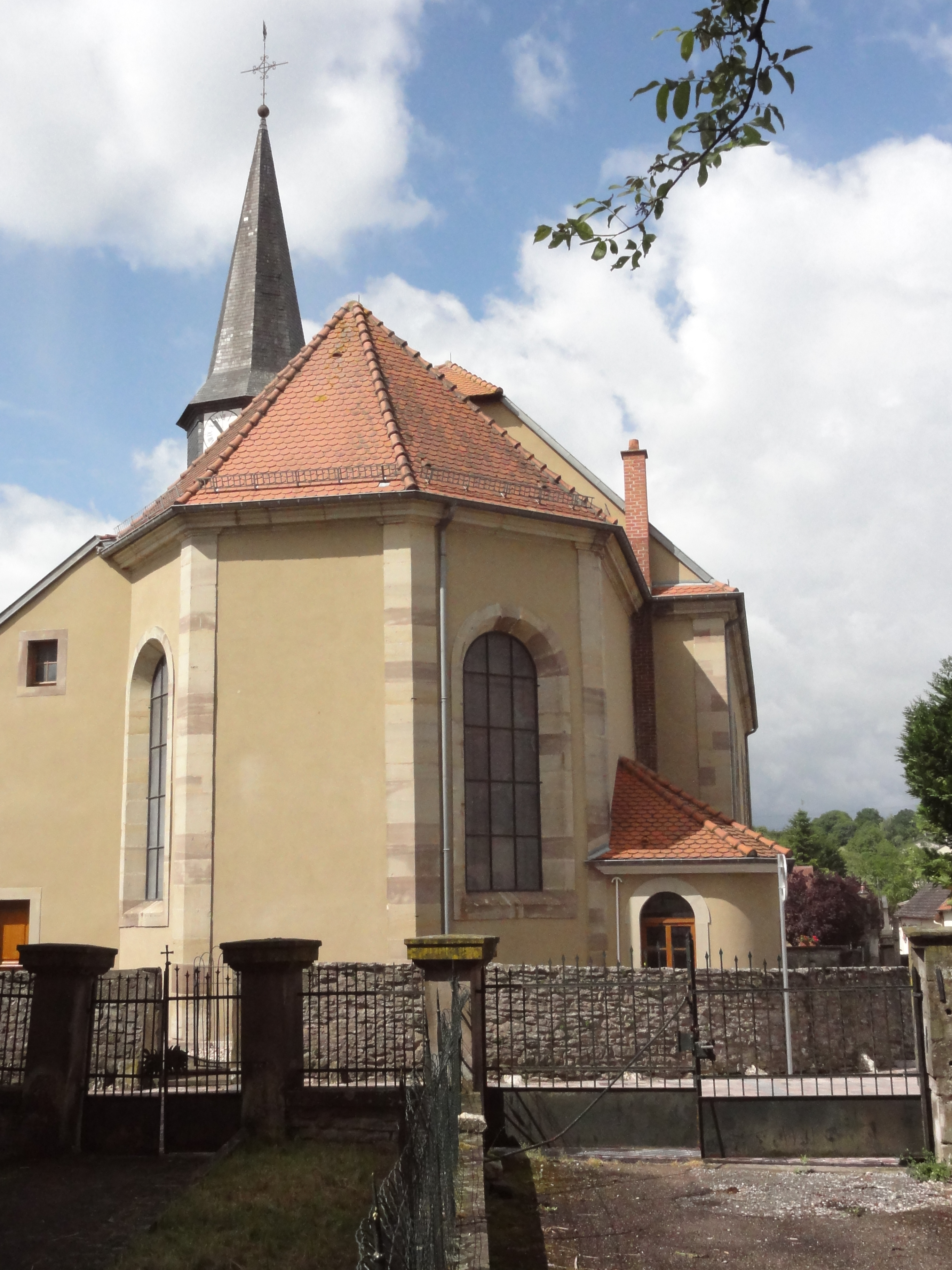
Chevet de l'église Saint-Brice.
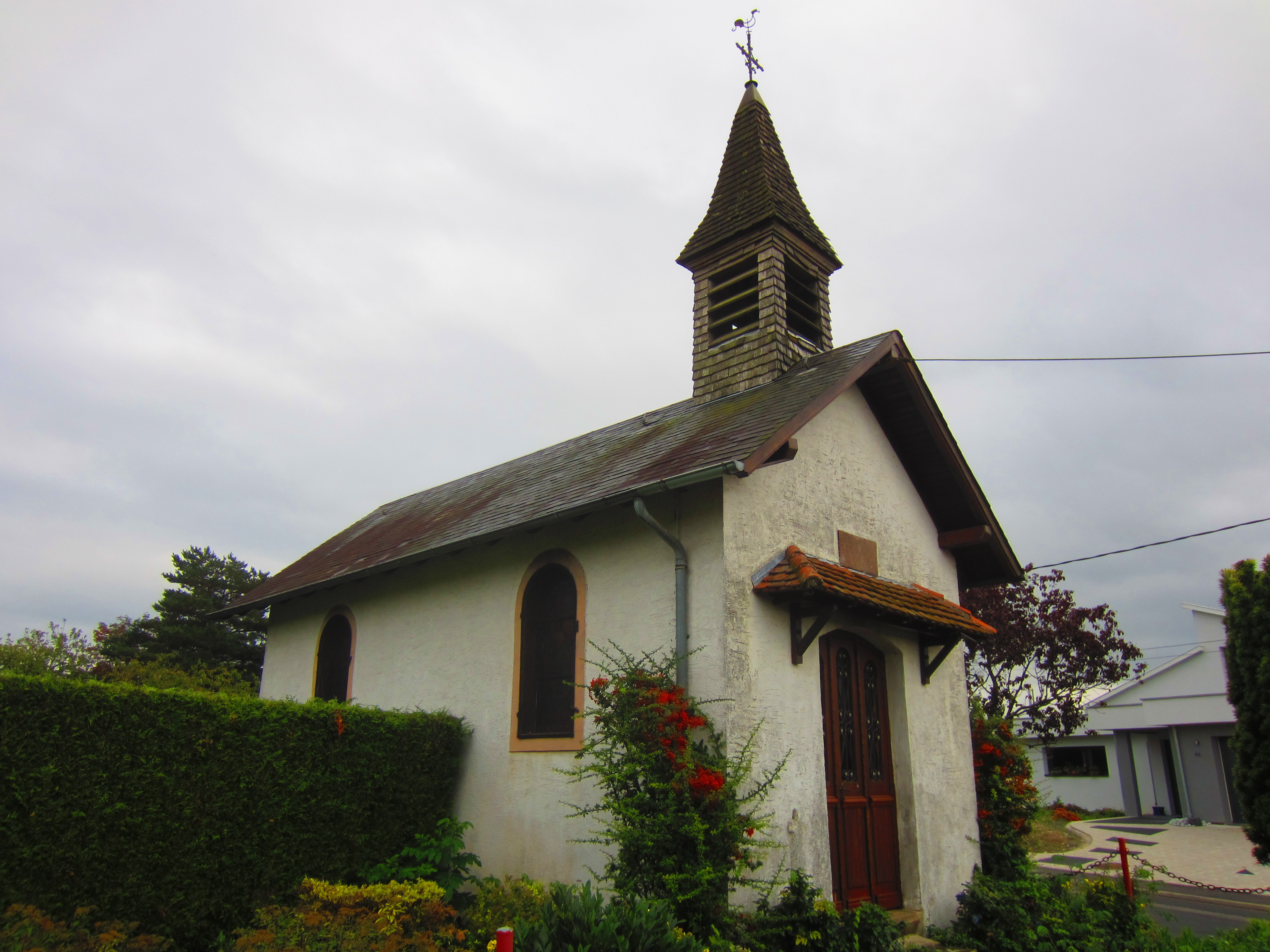
Chapelle Sainte-Anne.
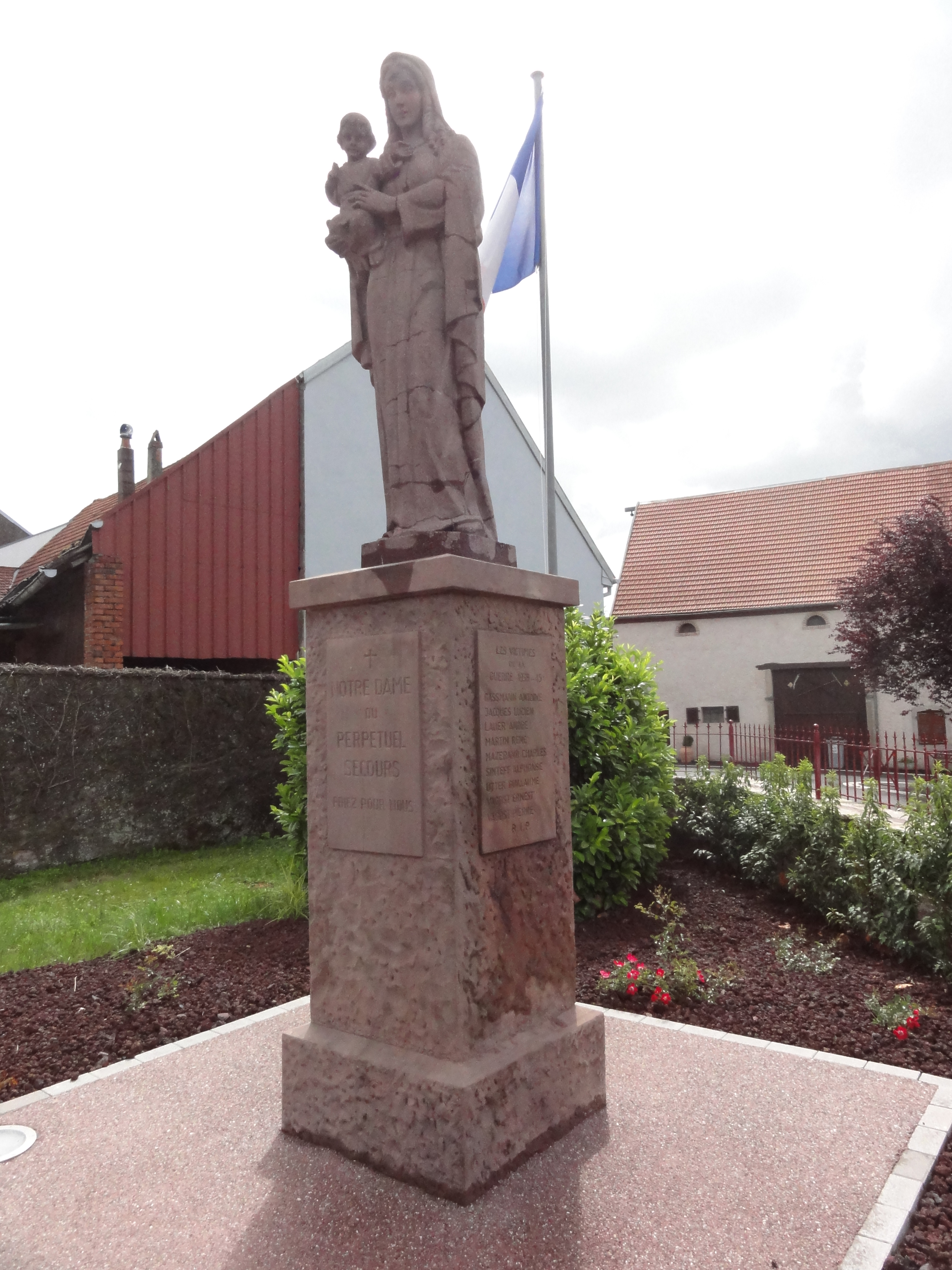
Monument aux morts avec statue de la Vierge et l'Enfant

## Pour approfondir